# Working Class Hero
Working Class Hero er en sang skrevet af John Lennon i 1970 til Plastic Ono Band-albummet John Lennon/Plastic Ono Band.

## Green Day Coveret
I 2007 lavede Green Day et cover af nummeret, i støtte af: Instant Karma: The Amnesty International Campaign to Save Darfur, der blev offentliggjort 12. juni 2007, og spillet i radioerne 30. april.
Da man spurgte Billie Joe Armstrong svarede han: "We wanted to do 'Working Class Hero' because its themes of alienation, class, and social status really resonated with us. It's such a raw, aggressive song -- just that line: 'you're still fucking peasants as far as I can see' -- we felt we could really sink our teeth into it. I hope we've done him justice."

## Andre covere
- Cyndi Lauper Optrådte med nummeret live i Lennon: A Tribute år 1991.
- David Bowies band Tin Machine indspillede en version af sangen på deres 1989 debut album.
- Elbow lavede et cover for Q magazine i år 2005.
- Jerry Williams indspillede et cover på hans album Working Class Hero.
- Manic Street Preachers Indspillede et cover af sangen til deres år 2007 album: Send Away the Tigers.
- Marianne Faithfull Indspillede et cover til hendes album: Broken English.
- Then-New Zealand politikeren Marilyn Waring indspillede sangen som en singel i år 1980.
- Noir Désir, indspillede sangen på albummet "Liberté de Circulation" (2000).
- Ozzy Osbourne indspillede en version i år 2005, til sin kollektion: Under Cover.
- Richie Havens lavede et cover af sangen til hans album: Richie Havens Sings Beatles and Dylan.
- Roger Taylor lavede et cover i 1998 til albummet Electric Fire.
- The Academy Is... lavede et cover i 2006, til deres From the Carpet EP.
- Tina Dickow lavede et cover for Amnesty International's 'Make Some Noise' campagne.
- Marilyn Manson lavede et cover på side B på hans single "Disposable Teens".